# Ohrmakers Mühle
Die Ohrmakers Mühle (Ohrmakers Mülle) steht im Ort Haaren in der Gemeinde Bad Wünnenberg, Kreis Paderborn (Nordrhein-Westfalen). Sie ist die einzige funktionstüchtige Motormühle im Paderborner Land.

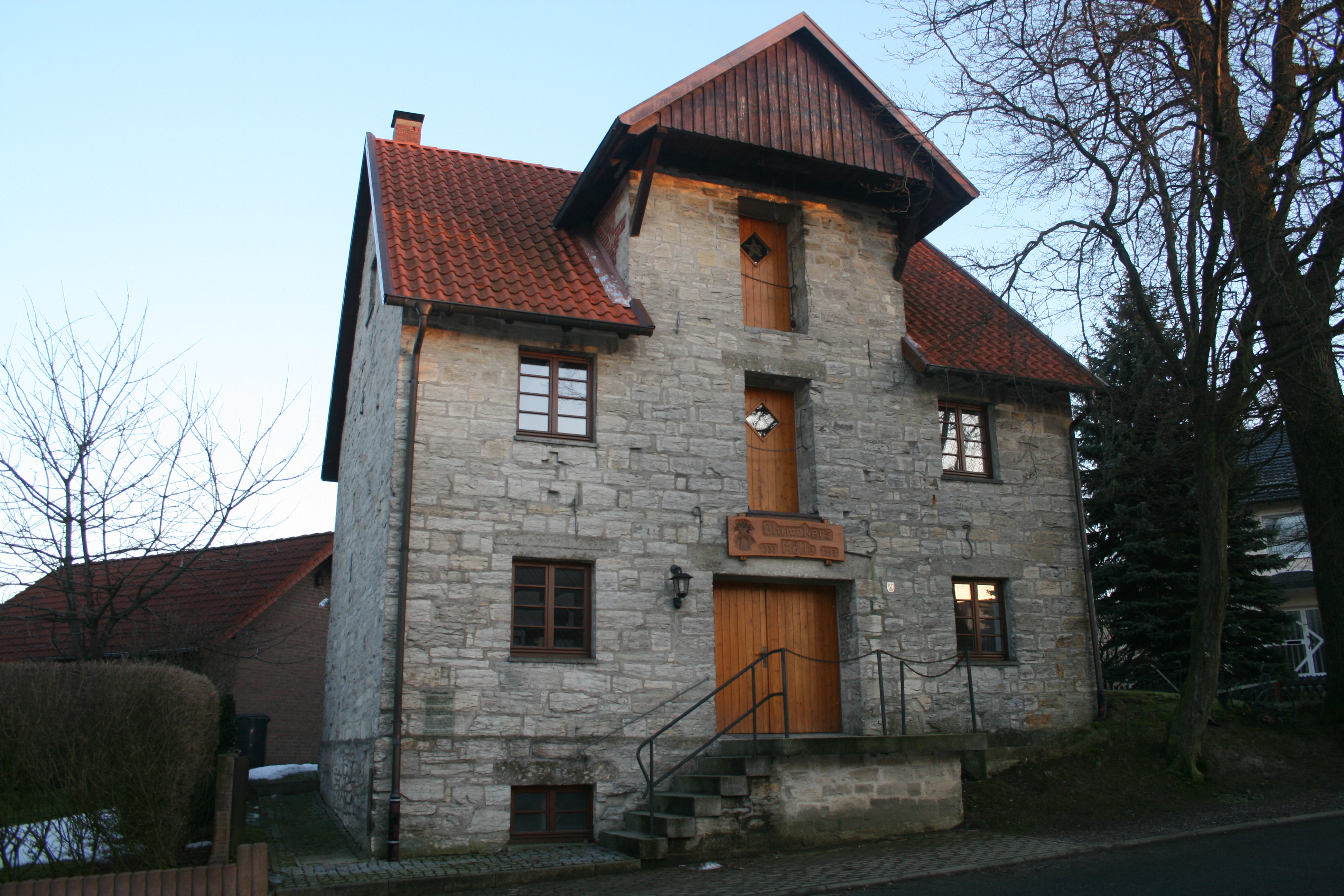
Ohrmakers Mühle in Haaren

## Geschichte
Die Mühle wurde im Jahr 1933 erbaut. Darin befindet sich ein Diagonaldoppelwalzenstuhl, der von einem 10-PS-Motor, wahlweise auch durch Elektromotor, angetrieben wird. Früher wurden in den zwei Mahlanlagen bis zu fünf Tonnen Getreide pro Tag zu Mehl gemahlen. Im Jahr 1991 wurde die leerstehende Mühle vom Heimat- und Verkehrsverein Haaren restauriert. Im Zuge der Restaurierung wurde im Inneren eine Ausstellung zur Mühlen- und Dorfgeschichte eingerichtet. Der Name „Ohrmakers“ geht auf einen benachbarten Hof zurück, der einst Wilhelm Schürmann (1810–1868) gehörte, einem Uhrmacher aus Haaren.
2022 wurde das Gebäude von der Stadt Bad Wünnenberg übernommen, bleibt aber in der Nutzung des Vereins.